# Морстаун (Охајо)
Морстаун (енгл. Morristown) град је у америчкој савезној држави Охајо.

## Демографија
По попису из 2010. године број становника је 303, што је 4 (1,3%) становника више него 2000. године.
| Група             | 2000.       | 2010.       |
| Белци             | 293 (98,0%) | 292 (96,4%) |
| Афроамериканци    | 1 (0,3%)    | 5 (1,7%)    |
| Азијати           | 0 (0,0%)    | 0 (0,0%)    |
| Хиспаноамериканци | 4 (1,3%)    | 3 (1,0%)    |
| Укупно            | 299         | 303         |